# New York: ore tre - L'ora dei vigliacchi
New York: ore tre - L'ora dei vigliacchi (The Incident) (1967), è un thriller in bianco e nero diretto da Larry Peerce, riduzione cinematografica di un soggetto di Nicholas E. Baehr, interpretato da Beau Bridges, Tony Musante, Brock Peters ed un esordiente Martin Sheen. Gran parte della vicenda si svolge in tempo quasi reale in una carrozza della metropolitana di New York.

## Trama
Joe Ferrone, italo-americano, ed Artie Connors, di origine irlandese, sono due balordi del Bronx, che vagano di notte senza meta infastidendo persone e rapinando un anziano per soli otto dollari, al punto da pestarlo per un così magro bottino. Ben presto salgono sulla metropolitana newyorchese dove incontrano un gruppo di passeggeri di varia estrazione e, senza nessuna ragione apparente, decidono di divertirsi esercitando su di essi ogni forma di vessazione psicologica, minacciandoli e facendo leva sulle loro palesi debolezze. Le vittime, pur di non esporsi in prima persona, ne diventano succubi.
Nella carrozza vi sono una giovane coppia con la loro figlia, che non hanno voluto prendere un taxi pur di risparmiare; una coppia matura di ebrei, con normali problemi con i parenti; Harry, professore di Storia, con sua moglie Muriel, di ritorno da una festa di amici, nei quali regna l'insoddisfazione per la di lui misera carriera e per la mancanza di figli, da lei ardentemente desiderati. Seguono un giovanotto introverso ed omosessuale, un medico ex-alcolista, due militari in licenza - tra i quali un tale Silvestro  - una coppia di giovani che si scambiano continue effusioni, un barbone che dorme per tutto lo svolgimento del film ed infine, una coppia di afroamericani. Lei è un'attivista per i diritti civili e della parità razziale a livello pacifico e diplomatico, mentre il marito è per la lotta violenta e dalle inclinazioni palesemente razziste.
Joe è il più aggressivo e violento, Artie è il suo tirapiedi. Il nero Arnold, che non scende alla propria fermata pur di vedere dei bianchi umiliati da Joe, ne diviene vittima a sua volta, in quanto l'altro manifesta il proprio sentimento razzista. Joe si rivolge quindi a Muriel intuendo la di lei sensualità insoddisfatta, inducendo i coniugi ad un feroce diverbio. L'uomo passa ad infastidire la giovane coppia intimando di svegliare la bambina per chiederle il nome. Silvestro, uno dei soldati, pacifico campagnolo, già deriso come gatto Silvestro, è l'unico a non esserne succube. In un tentativo di conciliare con i balordi, viene aggredito da Joe ed accoltellato. Nonostante la ferita e l'ingessatura ad un braccio, il militare riesce a sopraffare i due.
Irrompe finalmente la Polizia che in un primo momento non esita ad ammanettare l'uomo di colore, per puro pregiudizio. Una volta chiarito l'equivoco ed eseguito l'arresto, i personaggi escono di scena come a teatro. La carrozza rimane deserta con solo il barbone addormentato e che cade improvvisamente dal sedile una volta ripartito il treno.